# Fatsa
Fatsa là một huyện thuộc tỉnh Ordu, Thổ Nhĩ Kỳ. Huyện có diện tích 300 km² và dân số thời điểm năm 2007 là 96135 người, mật độ 320 người/km².